# Flux lluminós
El  flux lluminós  és la mesura de la potència lluminosa percebuda. Difereix del flux radiant, la mesura de la potència total emesa, en què està ajustada per reflectir la sensibilitat de l'ull humà a diferents longituds d'ona.
La seva unitat de mesura en el Sistema Internacional d'Unitats és el lumen (lm) i es defineix a partir de la unitat bàsica del SI, la candela (cd), com:
{\displaystyle lm=cd\cdot sr}

## Descripció
El flux lluminós s'obté ponderant la potència per a cada longitud d'ona amb la funció de lluminositat, que representa la sensibilitat de l'ull en funció de la longitud d'ona. El flux lluminós és, per tant, la suma ponderada de la potència en totes les longituds d'ona de l'espectre visible. La radiació fora de l'espectre visible no contribueix al flux lluminós. Així, per a qualsevol punt de llum, si {\displaystyle \scriptstyle {F}} representa el flux lluminós, {\displaystyle \scriptstyle {\Phi \ (\lambda )}} simbolitza la potència radiant espectral del punt de llum en qüestió i {\displaystyle \scriptstyle {V(\lambda )}} la funció de sensibilitat lluminosa, aleshores:

{\displaystyle F=683,002\int _{\lambda visible}^{\ }\Phi (\lambda )V(\lambda )\,d\lambda }

Sota condicions fotòpiques una llum monocromàtica de 555 nm (color verd) amb un flux radiant de 1W, genera un flux lluminós de 683,002 lm, que correspon amb la màxima resposta de l'ull humà. D'altra banda, el mateix flux de radiació situat en una altra longitud d'ona diferent de la del pic, generaria un flux lluminós més petit, d'acord amb la corba {\displaystyle \scriptstyle {V(\lambda )}}.
| Magnitud             | Símbol | Unitat del SI             | abeura. | Notes                                                          |
| -------------------- | ------ | ------------------------- | ------- | -------------------------------------------------------------- |
| Energia lluminosa    | Q v    | lumen segon               | lm·s    | A vegades es fa servir la denominació Talbot, aliena al SI     |
| Flux lluminós        | F      | lumen (= cd·sr)           | lm      | Mesura de la potència lluminosa percebuda                      |
| Intensitat lluminosa | I v    | candela (= lm/sr)         | cd      | Una Unitat bàsica del SI                                       |
| Luminància           | L v    | candela per metre quadrat | cd/m 2  | A vegades es fa servir la denominació nit, aliena al SI        |
| Il·luminació         | E v    | lux (= lm/m 2 )           | lx      | Usat per mesurar la incidència de la llum sobre una superfície |
| Emitància lluminosa  | M v    | lux (= lm/m 2 )           | lx      | Usat per mesurar la llum emesa per una superfície              |
| Eficàcia lluminosa   |        | lumen per watt            | lm/W    | Raó entre flux lluminós i flux radiant                         |

En altres sistemes d'unitats, l'energia lumínica es pot expressar en unitats d'energia.

## Ordres de magnitud
- Làmpada halògena 70 W : Φv = 1 200 lm.[3]
- Làmpada enllumenat urbà (sodi alta pressió) 400 W : Φv = 28 000 lm.[3]
- Làmpada de projector de cinema (xenó) 2 000 W : Φv = 80 000 lm.[4]